# متحف السماوة
متحف السماوة أو متحف السماوة الحضاري، هو أحد المتاحف العراقية، يقع في محافظة المثنى.
تم افتتاح المتحف اما الزائرين بشكل رسمي بتاريخ 5/10/2017 ، ويتكون من قاعتين يتم فيها عرض القطع الاثرية حسب التسلسل التاريخي لحضارة بلاد وادي الرافدين . 

## الإفتتاح
في عام 2015، ضمن الحملة الوطنية لحماية الآثار العراقية التي اطلقتها وزارة السياحة والآثار تابع وكيل الوزارة لشؤون الآثار والتراث قيس حسين رشيد الاستعدادات الاخيرة الخاصة بتهيئة وتغليف القطع الاثرية الخاصة بالمواقع الاثارية في محافظة المثنى، والمودعة بمخازن المتحف العراقي حاليا استعدادا لنقلها وعرضها في متحف المثنى الحضاري بعد اكتمال أعمال الصيانة والتأهيل فيه".

## وصلات خارجية
متحف السماوة هيئة السياحة العراقية